# Flux migratoire
Un flux migratoire comprend l'ensemble des personnes migrant d'une région à une autre. Les États cherchent à les orienter et les maîtriser par des politiques d'immigration, et des politiques à destination des émigrés. On assiste, depuis 50 ans, à une extraordinaire croissance des échanges commerciaux internationaux, des flux migratoires, des flux financiers et de tous les flux invisibles, licites ou illicites. La proximité 
géographique est rendue plus aisée par la baisse généralisée du coût des transports (maritimes et aériens notamment) et par Internet.
En géographie, on distingue plusieurs grands types de flux :
- les flux de personnes : flux migratoires ou flux de passagers des compagnies aériennes ou ferroviaires,
- les flux matériels : flux de marchandises, de matières premières,
- les flux immatériels : flux de communication ou flux financiers qui, bien que non visibles, peuvent être cartographiés

## Flux de personnes
La France est un pôle des mobilités humaines internationales. Depuis le XIXe siècle, elle est une terre d'immigration. Elle compte 4,2 millions d'étrangers, soit 6,4 % de la population en 2014. Les immigrés sont 5,9 millions, soit 8,9 % de la population française tandis que 2 millions de Français habitent à l'étranger. Aujourd'hui, les flux migratoires rapportés à la population totale sont les plus bas des pays en croissance mondiale. En 2015, 84,5 millions de touristes ont rendu sur le sol national des services sociaux. La France occupe aussi une place de premier ordre dans le tourisme d'affaires. Les Français ont réalisé 203 millions de déplacements personnels dont 34 % à destination de l'étranger en 2013. On parle alors de migrations temporaires dans le cas du tourisme, en remarquant qu'ils sont plus développés partant des pays du Nord que des pays du Sud. 
À l'intérieur du territoire on constate une grande mobilité des Français. Les mobilités résidentielles touchent environ 10 % de la population. Dans un contexte d'étalement urbain causé par la périurbanisation, les mobilités pendulaires sont en constante augmentation : 2 salariés sur 9 quittent leur commune de résidence pour aller travailler et parcourent en moyenne 35 km.
On parle de sans papiers pour désigner celui qui réside dans un pays sans autorisation (visa + carte de séjour + permis de travail)
On parle de réfugié politique pour désigner le statut national de quelqu'un qui est en danger dans son pays d'origine et qui l'a fui.

## Flux matériels
La France est le 6e exportateur et importateur de marchandises au niveau mondial. Les exportations et les importations françaises sont réalisées avec les mêmes partenaires et la grande majorité des échanges se font avec les autres membres de l'Union européenne. Les cinq premiers partenaires de la France sont, dans l'ordre: 
- l'Allemagne
- la Belgique
- l'Italie
- l'Espagne
- les États-Unis

## Flux immatériels
Les flux immatériels (informations et capitaux) sont en constante augmentation. En 2014, 82 % des Français de plus de douze ans sont connectés à Internet contre 50 % en 2007. La France accueille le 4e stock mondial d'IDE entrants en 2012, soit 1 500 milliards d'euros contre 877 milliards en 2008

## Flux illégaux
Depuis les années 1980, l’illégalité est devenue une figure contemporaine et durable du migrant à l’échelle de la planète et plus particulièrement en Europe, aux États-Unis et au large de l’Australie. La crise économique, la révolution technologique et les nouveaux modes de développement en Occident font décroître les besoins de main d'œuvre immigrée. Les migrants sont aujourd'hui perçus comme un fardeau pour la société par une partie de l’opinion publique. De moins en moins d’immigrés arrivent en Europe munis d'un contrat de travail. Ils ont cédé leur place à une nouvelle catégorie, les migrants irréguliers. La clandestinité fait désormais partie du « plan migratoire » des personnes souhaitant quitter leur pays. Autrefois apprécié pour sa flexibilité et sa disponibilité, l’immigrant irrégulier (et ceux qui l’aident à franchir les frontières) devient, dans le discours politique, une menace à l’ordre public, voire un criminel. Dans ce contexte, la nouvelle distinction entre l’immigration légale et illégale, qui inquiétait peu les décideurs durant les années de croissance où la main-d’œuvre manquait et était facilement régularisée, justifie désormais les actions de l’État en matière d’immigration.

## Zone de départ
- Afrique
- Amérique latine
- Asie du Sud-Est
- Asie du Sud-Ouest

## Zone d'arrivée
- Amérique du Nord
- Europe occidentale
- Moyen-Orient

## Autres sujets
- Migration humaine
- Couple migratoire